# Lista de bandeiras togolesas
A seguir esta uma lista de bandeiras usadas no Togo.

## Bandeira nacional
| Bandeira | Data          | Uso              | Descrição |
| -------- | ------------- | ---------------- | --- |
|          | 1960–Presente | Bandeira do Togo | Cinco faixas horizontais iguais de verde (superior e inferior) alternadas com amarelo; com um cantão vermelho ostentando uma estrela branca de cinco pontas. |

## Bandeiras do governo
| Bandeira | Data          | Uso                                           | Descrição |
| -------- | ------------- | --------------------------------------------- | --- |
|          | 1960–Presente | Bandeira Presidencial do Togo                 | Cinco faixas horizontais iguais de verde (superior e inferior) alternadas com amarelo; com um cantão vermelho ostentando uma estrela branca de cinco pontas rodeada de louros.                                                 |
|          | 1974–2005     | Estandarte Presidencial de Gnassingbé Eyadéma | Cinco faixas horizontais iguais de verde (superior e inferior) alternadas com amarelo; com um cantão vermelho ostentando uma estrela branca de cinco pontas e uma inscrição amarela com a inscrição " GE " rodeada por louros. |

### Protetorado da Togolândia
| Bandeira | Data      | Uso                                      | Descrição |
| -------- | --------- | ---------------------------------------- | --- |
|          | 1884–1916 | Bandeira do Escritório Colonial Imperial | Uma bandeira tricolor, feita de três faixas horizontais iguais coloridas de preto (em cima), branco e vermelho (embaixo), com o Reichsadler desfigurado no centro. |

## Bandeiras de grupos étnicos
| Bandeira | Data        | Uso                                                | Descrição |
| -------- | ----------- | -------------------------------------------------- | --- |
|          | ? -Presente | Bandeira do jeje (32% da população total do Togo)  | Uma tribanda horizontal de verde (superior e inferior) e vermelho, carregada com três estrelas amarelas na faixa central. Usado não oficialmente para representar o povo Ewe. |
|          | ? -Presente | Bandeira do hauçá (<1% da população total do Togo) | Um campo branco com um Dagin Arewa no centro. Usado não oficialmente para representar o povo hausa.                                                                           |

## Bandeiras históricas
| Bandeira | Anos de uso   | Razão | Governo                    | Descrição |
| -------- | ------------- | ----- | -------------------------- | --- |
|          | 1884–1914     | 2:3   | Togolândia                 | A bandeira do Império Alemão foi usada como bandeira oficial da Togolândia Alemã. |
|          | 1916–1957     | 2:3   | Togolândia francesa        | A bandeira tricolor francesa foi usada como bandeira oficial da Togolândia Francesa e, a partir de 1955, da República Autônoma do Togo. |
|          | 1957–1958     | 3:5   | República Autônoma do Togo | Uma nova bandeira para o Togo foi introduzida em 1957, consistindo em um campo verde com uma bandeira francesa no cantão e duas estrelas brancas de cinco pontas, uma no lado inferior da haste e uma no lado superior da haste.                                            |
|          | 1958–1960     | 3:5   | República Autônoma do Togo | A bandeira francesa no cantão da bandeira anterior foi removida em 1958. |
|          | 1960–presente | 1: φ  | República Togolesa         | A bandeira atual do Togo foi introduzida após a independência da França em 27 de abril de 1960. É composto por cinco faixas horizontais iguais de verde (superior e inferior) alternadas com amarelo; com um cantão vermelho ostentando uma estrela branca de cinco pontas. |

## Bandeira proposta
| Bandeira | Data | Uso                                                | Descrição |
| -------- | ---- | -------------------------------------------------- | --- |
|          | 1914 | Bandeira proposta para o Protetorado de Togolândia | Uma bandeira tricolor, feita de três faixas horizontais iguais coloridas de preto (em cima), branco e vermelho (embaixo), desfiguradas com um brasão proposto no centro. |